# 기타마쓰우라군

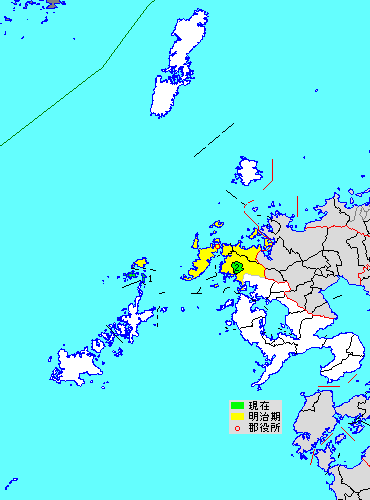
기타마쓰우라 군의 위치

기타마쓰우라군(일본어: 北松浦郡, きたまつうらぐん)은 일본 나가사키현의 군이다.
인구 5,749명, 면적 57.79km², 인구밀도 99.5명/km².(2025년 5월 1일, 추계인구)
이하 2정으로 구성된다.
- 오지카정(小値賀町)
- 사자정(佐々町)

## 역사
메이지 시대에 히젠국으로부터 이어져 온 마쓰라 군을, 고토 열도의 부분을 미나미마쓰우라군, 규슈 본토 기타마쓰우라 반도의 부분을 기타마쓰우라 군으로 하고, 그 외에 히가시마쓰우라군, 니시마쓰우라군의 4개로 분할되면서 탄생했다.
- 2005년 4월 1일 - 요시이 정·세치바루 정이 사세보시에 편입되었다.
- 2005년 10월 1일 - 이키쓰키 정·오시마 촌·다비라 정이 히라도 시와 합병해 새로운 히라도시가 성립하였다.
- 2006년 1월 1일 - 다카시마 정·후쿠시마 정이 마쓰우라 시와 합병해 새로운 마쓰우라시가 성립하였다.
- 2006년 3월 31일 - 우쿠 정·고사자 정이 사세보 시에 편입되었다.
- 2010년 3월 31일 - 에무카에 정과 시카마치 정이 사세보 시에 편입되었다.